# Gran Premio del Messico 1989
Il Gran Premio del Messico 1989 fu la quarta gara della stagione 1989, disputata il 28 maggio all'Autodromo Hermanos Rodríguez. La manifestazione venne vinta dal pilota dalla McLaren Ayrton Senna, seguito dagli italiani Riccardo Patrese su Williams - Renault e Michele Alboreto su Tyrrell - Ford Cosworth.

## Prima della gara
- Gerhard Berger tornò a correre per la Ferrari dopo aver saltato il Gran Premio di Monaco a causa delle ustioni riportate nell'incidente subito un mese prima ad Imola.

## Qualifiche
Senna ottenne la quarta pole position consecutiva, staccando di quasi nove decimi il compagno di squadra Prost; terzo si piazzò Mansell, seguito dal sorprendente Capelli, Patrese, Berger, Alboreto e Boutsen.

### Prequalifiche
| Pos                        | No | Pilota                | Costruttore     | Tempo    | Distacco |
| -------------------------- | -- | --------------------- | --------------- | -------- | -------- |
| 1                          | 7  | Martin Brundle        | Brabham-Judd    | 1:21.770 | —        |
| 2                          | 8  | Stefano Modena        | Brabham-Judd    | 1:22.211 | +0.441   |
| 3                          | 21 | Alex Caffi            | Dallara-Ford    | 1:22.876 | +1.106   |
| 4                          | 36 | Stefan Johansson      | Onyx-Ford       | 1:23.288 | +1.518   |
| Vetture non prequalificate |    |                       |                 |          |          |
| NPQ                        | 37 | Bertrand Gachot       | Onyx-Ford       | 1:23.752 | +1.982   |
| NPQ                        | 33 | Gregor Foitek         | EuroBrun-Judd   | 1.24.351 | +2.581   |
| NPQ                        | 17 | Nicola Larini         | Osella-Ford     | 1:24.392 | +2.622   |
| NPQ                        | 39 | Volker Weidler        | Rial-Ford       | 1:24.966 | +3.196   |
| NPQ                        | 34 | Bernd Schneider       | Zakspeed-Yamaha | 1:25.418 | +3.648   |
| NPQ                        | 35 | Aguri Suzuki          | Zakspeed-Yamaha | 1:25.658 | +3.888   |
| NPQ                        | 18 | Piercarlo Ghinzani    | Osella-Ford     | 1:26.065 | +4.295   |
| NPQ                        | 41 | Joachim Winkelhock    | AGS-Ford        | 1:26.754 | +4.984   |
| NPQ                        | 32 | Pierre-Henri Raphanel | Coloni-Ford     | 1:34.357 | +12.587  |

### Classifica
| Pos                     | No | Pilota             | Costruttore                             | Tempo    | Distacco  |
| ----------------------- | -- | ------------------ | --------------------------------------- | -------- | --------- |
| 1                       | 1  | Ayrton Senna       | McLaren - Honda                         | 1:17.876 |           |
| 2                       | 2  | Alain Prost        | McLaren - Honda                         | 1:18.773 | +0.897    |
| 3                       | 27 | Nigel Mansell      | Ferrari                                 | 1:19.137 | +1.261    |
| 4                       | 16 | Ivan Capelli       | March - Judd                            | 1:19.337 | +1.461    |
| 5                       | 6  | Riccardo Patrese   | Williams - Renault                      | 1:19.656 | +1.780    |
| 6                       | 28 | Gerhard Berger     | Ferrari                                 | 1:19.835 | +1.959    |
| 7                       | 4  | Michele Alboreto   | Tyrrell - Ford Cosworth                 | 1:20.066 | +2.190    |
| 8                       | 5  | Thierry Boutsen    | Williams - Renault                      | 1:20.234 | +2.358    |
| 9                       | 8  | Stefano Modena     | Brabham - Judd                          | 1:20.505 | +2.629    |
| 10                      | 9  | Derek Warwick      | Arrows - Ford Cosworth                  | 1:20.511 | +2.815    |
| 11                      | 26 | Olivier Grouillard | Ligier - Ford Cosworth                  | 1:20.859 | +2.983    |
| 12                      | 22 | Andrea De Cesaris  | Dallara Scuderia Italia - Ford Cosworth | 1:20.873 | +2.997    |
| 13                      | 19 | Alessandro Nannini | Benetton - Ford Cosworth                | 1:20.888 | +3.012    |
| 14                      | 3  | Jonathan Palmer    | Tyrrell - Ford Cosworth                 | 1:20.888 | +3.012    |
| 15                      | 12 | Satoru Nakajima    | Lotus - Judd                            | 1:20.943 | +3.067    |
| 16                      | 30 | Philippe Alliot    | Lola Larrousse - Lamborghini            | 1:21.031 | +3.155    |
| 17                      | 40 | Gabriele Tarquini  | AGS - Ford Cosworth                     | 1:21.031 | +3.155    |
| 18                      | 20 | Johnny Herbert     | Benetton - Ford Cosworth                | 1:21.105 | +3.229    |
| 19                      | 21 | Alex Caffi         | Dallara Scuderia Italia - Ford Cosworth | 1:21.139 | +3.263    |
| 20                      | 7  | Martin Brundle     | Brabham - Judd                          | 1:21.217 | +3.341    |
| 21                      | 36 | Stefan Johansson   | Onyx - Ford Cosworth                    | 1:21.358 | +3.482    |
| 22                      | 23 | Pierluigi Martini  | Minardi - Ford Cosworth                 | 1:21.471 | +3.595    |
| 23                      | 38 | Christian Danner   | Rial - Ford Cosworth                    | 1:21.696 | +3.820    |
| 24                      | 10 | Eddie Cheever      | Arrows - Ford Cosworth                  | 1:21.716 | +3.840    |
| 25                      | 25 | René Arnoux        | Ligier - Ford Cosworth                  | 1:21.830 | +3.954    |
| 26                      | 11 | Nelson Piquet      | Lotus - Judd                            | 1:21.831 | +3.955    |
| Vetture non qualificate |    |                    |                                         |          |           |
| NQ                      | 24 | Luis Pérez-Sala    | Minardi - Ford Cosworth                 | 1:21.935 | +4.059    |
| NQ                      | 15 | Maurício Gugelmin  | March - Judd                            | 1:22.081 | +4.205    |
| NQ                      | 29 | Yannick Dalmas     | Lola Larrousse - Lamborghini            | 1:25.651 | +7.775    |
| NQ                      | 31 | Roberto Moreno     | Coloni - Ford Cosworth                  | 3:34.095 | +2:16.219 |

## Gara
Dopo un primo via abortito per una collisione multipla a centro gruppo, nella seconda partenza Senna mantenne il comando davanti al compagno di squadra Prost, mentre Berger risalì in terza posizione, dovendo però cederla poche tornate più tardi a Mansell. Prost perse poi diverse posizioni quando si fermò a cambiare gli pneumatici, facendo così scalare Mansell e Berger al secondo e terzo posto; tuttavia, entrambi i piloti della Ferrari dovettero abbandonare la gara per problemi meccanici. Secondo alle spalle di Senna, che mantenne la prima posizione per tutta la gara, giunse quindi Patrese, seguito da Alboreto (all'ultimo podio in carriera), Nannini, Prost e Tarquini che ottiene ultimo arrivo a punti per il team AGS.

### Classifica
| Pos. | N° | Pilota                | Costruttore                             | Giri | Tempo/Causa Ritiro | Pos. Partenza | Punti |
| ---- | -- | --------------------- | --------------------------------------- | ---- | ------------------ | ------------- | ----- |
| 1    | 1  | Ayrton Senna          | McLaren - Honda                         | 69   | 1:35:21.431        | 1             | 9     |
| 2    | 6  | Riccardo Patrese      | Williams - Renault                      | 69   | + 15.560           | 5             | 6     |
| 3    | 4  | Michele Alboreto      | Tyrrell - Ford Cosworth                 | 69   | + 31.254           | 7             | 4     |
| 4    | 19 | Alessandro Nannini    | Benetton - Ford Cosworth                | 69   | + 45.495           | 13            | 3     |
| 5    | 2  | Alain Prost           | McLaren - Honda                         | 69   | + 56.113           | 2             | 2     |
| 6    | 40 | Gabriele Tarquini     | AGS - Ford Cosworth                     | 68   | + 1 Giro           | 17            | 1     |
| 7    | 10 | Eddie Cheever         | Arrows - Ford Cosworth                  | 68   | + 1 Giro           | 24            |       |
| 8    | 26 | Olivier Grouillard    | Ligier - Ford Cosworth                  | 68   | + 1 Giro           | 11            |       |
| 9    | 7  | Martin Brundle        | Brabham - Judd                          | 68   | + 1 Giro           | 20            |       |
| 10   | 8  | Stefano Modena        | Brabham - Judd                          | 68   | + 1 Giro           | 9             |       |
| 11   | 11 | Nelson Piquet         | Lotus - Judd                            | 68   | + 1 Giro           | 26            |       |
| 12   | 38 | Christian Danner      | Rial - Ford Cosworth                    | 67   | + 2 Giri           | 23            |       |
| 13   | 21 | Alex Caffi            | Dallara Scuderia Italia - Ford Cosworth | 67   | + 2 Giri           | 19            |       |
| 14   | 25 | René Arnoux           | Ligier - Ford Cosworth                  | 66   | + 3 Giri           | 25            |       |
| 15   | 20 | Johnny Herbert        | Benetton - Ford Cosworth                | 66   | + 3 Giri           | 18            |       |
| Rit  | 23 | Pierluigi Martini     | Minardi - Ford Cosworth                 | 53   | Motore             | 22            |       |
| Rit  | 27 | Nigel Mansell         | Ferrari                                 | 43   | Cambio             | 3             |       |
| Rit  | 9  | Derek Warwick         | Arrows - Ford Cosworth                  | 35   | Impianto elettrico | 10            |       |
| Rit  | 12 | Satoru Nakajima       | Lotus - Judd                            | 35   | Testacoda          | 15            |       |
| NC   | 30 | Philippe Alliot       | Lola Larrousse - Lamborghini            | 28   | Non classificato   | 16            |       |
| Rit  | 22 | Andrea De Cesaris     | Dallara Scuderia Italia - Ford Cosworth | 20   | Sospensioni        | 12            |       |
| Rit  | 28 | Gerhard Berger        | Ferrari                                 | 16   | Cambio             | 6             |       |
| Rit  | 36 | Stefan Johansson      | Onyx - Ford Cosworth                    | 16   | Trasmissione       | 21            |       |
| Rit  | 5  | Thierry Boutsen       | Williams - Renault                      | 15   | Impianto elettrico | 8             |       |
| Rit  | 3  | Jonathan Palmer       | Tyrrell - Ford Cosworth                 | 9    | Acceleratore       | 14            |       |
| Rit  | 16 | Ivan Capelli          | March - Judd                            | 1    | Trasmissione       | 4             |       |
| NQ   | 24 | Luis Pérez-Sala       | Minardi - Ford Cosworth                 |      |                    |               |       |
| NQ   | 15 | Maurício Gugelmin     | March - Judd                            |      |                    |               |       |
| NQ   | 29 | Yannick Dalmas        | Lola Larrousse - Lamborghini            |      |                    |               |       |
| NQ   | 31 | Roberto Moreno        | Coloni - Ford Cosworth                  |      |                    |               |       |
| NPQ  | 37 | Bertrand Gachot       | Onyx - Ford Cosworth                    |      |                    |               |       |
| NPQ  | 33 | Gregor Foitek         | EuroBrun - Judd                         |      |                    |               |       |
| NPQ  | 17 | Nicola Larini         | Osella - Ford Cosworth                  |      |                    |               |       |
| NPQ  | 39 | Volker Weidler        | Rial - Ford Cosworth                    |      |                    |               |       |
| NPQ  | 34 | Bernd Schneider       | Zakspeed - Yamaha                       |      |                    |               |       |
| NPQ  | 35 | Aguri Suzuki          | Zakspeed - Yamaha                       |      |                    |               |       |
| NPQ  | 18 | Piercarlo Ghinzani    | Osella - Ford Cosworth                  |      |                    |               |       |
| NPQ  | 41 | Joachim Winkelhock    | AGS - Ford Cosworth                     |      |                    |               |       |
| NPQ  | 32 | Pierre-Henri Raphanel | Coloni - Ford Cosworth                  |      |                    |               |       |

## Classifiche

### Piloti
| Pos. | Pilota             | Punti |
| ---- | ------------------ | ----- |
| 1    | Ayrton Senna       | 27    |
| 2    | Alain Prost        | 20    |
| 3    | Nigel Mansell      | 9     |
| 4    | Alessandro Nannini | 8     |
| 5    | Riccardo Patrese   | 6     |
| 5    | Michele Alboreto   | 6     |
| 7    | Stefano Modena     | 4     |
| 8    | Maurício Gugelmin  | 4     |
| 9    | Derek Warwick      | 4     |
| 10   | Thierry Boutsen    | 3     |
| 11   | Alex Caffi         | 3     |
| 12   | Johnny Herbert     | 3     |
| 13   | Jonathan Palmer    | 1     |
| 14   | Martin Brundle     | 1     |
| 15   | Gabriele Tarquini  | 1     |

### Costruttori
| Pos. | Team                                    | Punti |
| ---- | --------------------------------------- | ----- |
| 1    | McLaren - Honda                         | 47    |
| 2    | Benetton - Ford Cosworth                | 11    |
| 3    | Ferrari                                 | 9     |
| 4    | Williams - Renault                      | 9     |
| 5    | Tyrrell - Ford Cosworth                 | 7     |
| 6    | Brabham - Judd                          | 5     |
| 7    | Arrows - Ford Cosworth                  | 4     |
| 8    | March - Judd                            | 4     |
| 9    | Dallara Scuderia Italia - Ford Cosworth | 3     |
| 10   | AGS - Ford Cosworth                     | 1     |